# リンダ・リンダズ
リンダ・リンダズ（英語: The Linda Lindas）は、アメリカ・ロサンゼルス出身のパンク・ロック、パワー・ポップ・バンド。アジア系およびラテン系アメリカ人のガールズバンド4人組。

## 経歴
バンド名は2005年の日本映画『リンダ リンダ リンダ』（また、その映画タイトルの由来であるブルーハーツの楽曲「リンダリンダ」）にちなむ。4人がバンド活動を始めたのは、2018年1月、女性アーティストを取り上げる音楽フェス「Girlschool LA」においてクリスティン・コントロールが企画した、子供と共演するプロジェクトに参加したことがきっかけである。同年、エロイーズの父であるマーティン・ウォンが主催するチャリティーコンサート「Save Music in Chinatown」 において、Phranc、Dils、Gears、Alley Catsなどのアーティストらと演奏、他のショーにおいても、ベスト・コースト、Alice Bag、Bleachedなどのバンドと共に演奏した。また、Netflixのドキュメンタリー『クラウディア・キシ倶楽部』にオリジナル曲を書き下ろした。
2019年4月26日、ハリウッド・パラディアムで行われたビキニ・キルの再結成コンサートで前座を務め、また、そのコンサートに来ていた映画監督・脚本家のエイミー・ポーラーの目に留まったことで、映画『モキシー 〜私たちのムーブメント〜』の出演に抜擢された。映画の中でビキニ・キルの「レベル・ガール」などを披露した。
2021年5月、ロサンゼルス公立図書館が「TEENtasticTuesdays」というイベントでリンダ・リンダズが「Racist, Sexist Boy」を演奏する動画をTwitterに投稿。この曲は、ドラム担当のミラが新型コロナウイルス流行直前に学校で同級生から受けた人種差別を基にしているため、爆発的に拡散され、レイジ・アゲインスト・ザ・マシーンのトム・モレロ、レッド・ホット・チリ・ペッパーズのフリー、サーストン・ムーア、ビキニ・キルのキャスリーン・ハンナ  らから称賛されたほか、作家のヴィエット・タン・グエンから「『Racist, Sexist Boy』は今我々に必要な曲」と言及された。
5月22日、エピタフ・レコードがリンダ・リンダズとの契約を発表。6月3日には『ジミー・キンメル・ライブ!』にてテレビデビューを果たした。
7月21日、ミュージックビデオを伴ったシングル「Oh!」をリリース。この楽曲は、同日リリースされたNetflixのドラマ『The Chair』 の予告編でも使用された。
2022年、日本の音楽フェスティバル『サマーソニック』に出場した。

## メンバー
メンバーは、ベラ、エロイーズ、ルシア、ミラの4人からなり、全員がアジア系、ラテン系、またはアジアとラテン系のハーフのいずれかである。ルシアとミラは姉妹で、エロイーズはそのいとこ、ベラは3人の親友。ルシアとミラ姉妹の父であるカルロス・デラガーザは音楽プロデューサー・エンジニアで、バッド・レリジョンと仕事をしていたことがあり、そのバンドメンバーのブレット・ガーヴィッツはエピタフ・レコードの設立者でもあるという関係にある。エロイーズの父親は雑誌『Giant Robot』の共同設立者・編集者だったマーティン・ウォン。
年齢、担当楽器などは以下の通り。
| 名前               | ステージ・ネーム   | 年齢                  | 担当楽器         |
| ------------------ | ------------------ | --------------------- | ---------------- |
| ベラ・サラザール   | リンダ・リンダNo.1 | 2004年9月16日（20歳） | ギター、ボーカル |
| エロイーズ・ウォン | リンダ・リンダNo.2 | 2008年2月11日（17歳） | ベース、ボーカル |
| ルシア・デラガーザ | リンダ・リンダNo.3 | 2007年1月14日（18歳） | ギター、ボーカル |
| ミラ・デラガーザ   | リンダ・リンダNo.4 | 2010年8月16日（14歳） | ドラム、ボーカル |

## ディスコグラフィ

### シングル
| # | タイトル                                       | リリース日     | 備考                 |
| - | ---------------------------------------------- | -------------- | -------------------- |
| 1 | Claudia Kishi                                  | 2020年12月16日 | 自主制作             |
| 2 | Vote!                                          | 2020年12月16日 | 自主制作             |
| 3 | Moxie                                          | 2021年3月5日   | 映画サウンドトラック |
| 4 | Racist, Sexist Boy (Live at LA Public Library) | 2021年5月27日  |                      |
| 5 | Oh!                                            | 2021年7月21日  |                      |
| 6 | Nino                                           | 2021年12月1日  |                      |
| 7 | Talking to Myself                              | 2022年3月2日   |                      |
| 8 | Growing Up                                     | 2022年3月2日   |                      |

### EP
| # | タイトル         | リリース日     | 備考     |
| - | ---------------- | -------------- | -------- |
| 1 | The Linda Lindas | 2020年12月16日 | 自主制作 |

### アルバム
| # | タイトル   | リリース日   |
| - | ---------- | ------------ |
| 1 | Growing Up | 2022年4月8日 |